# The New Game
The New Game četvrti je studijski album američkoga heavy metal sastava Mudvayne. Diskografska kuća Epic Records objavila ga je 18. studenoga 2008.  Prvi singl s albuma, "Do What You Do", objavljen je 23. rujna 2008. Album završio je na 15. mjestu ljestvici Billboard 200 i prodan je u 48 000 primjeraka u prvom tjednu, i više od 215 000 primjeraka u SAD-u do kolovoza 2009.

## Pozadina
Rad u studiju na albumu stavljen je na čekanje sredinom 2007. zbog turneje pjevača Chada Grayja i gitarista Grega Tribbetta s Hellyeahom. Po završetku turneje Hellyeaha, Mudvayne su se ponovno okupili i počeli snimanje s producentom Daveom Fortmanom, koji je također producirao njihov prethodni studijski album, Lost and Found. Nakon što su završili pratnju, bubnjeve i gitaru, kao i snimanje basa i vokala, sastav je najavio završetak masteringa do 1. listopada 2008. Tijekom snimanja Fortman je za MTV otkrio okvirni naslov The New Game, dodajući da sastav planira izdati drugi studijski album šest mjeseci nakon njegova objavljivanja.

## Promocija
Film koji prikazuje moguću pjesmu s albuma pojavio se na Mudvayneovu Myspace profilu 16. srpnja 2008. Drugi film pojavio se na profilu 19. kolovoza na kojem se vidi kako Gray prati vokale. Drugi film kasnije objavljen je na službenoj web stranici sastava. 16. rujna, 30-sekundni pregledi "Fish Out of Water", "A New Game" i " Do What You Do " dostupni su za streamingu na profilu. Prvi singl, "Do What You Do", objavljen je 23. rujna. Mudvayne također snimio je glazbeni spot za "A New Game" i objavio je drugi singl za radio, "Scarlet Letters", koji objavljen je 9. ožujka 2008. 
Bonus pjesma, "Fish Out of Water", dostupna je za preuzimanje korisnicima koji su prednaručili The New Game na iTunesu ili putem Best Buya, a deluxe digitalna verzija albuma također je uključivala digitalnu kopiju By the People, for the People. Dana 28. listopada 2008. "Have it Your Way" ekskluzivno je objavio časopis Revolver na svojoj web-stranici.

## Glazbeni stil i tekstovi
Fortman je rekao da bi se album trebao svidjeti slušateljima, ali i sadržavati poseban rock and roll zvuk koji se nije čuo na prijašnjim Mudvayneovim pločama. "Težki je i ima sjajne hookove, ali ima i nekoliko trenutaka koji su malo više rock 'n' rolla koji su stvarno svjež. Nije ništa drastično, ali s vremena na vrijeme uhvatit ćete old-school rocka. Također, tonovi zvuče malo više zemljano i malo su topliji od Lost and Found." Pjevač Chad Gray izjavio je da album "nije svjetlosnim godinama udaljen od onoga što smo radili u prošlosti, ali nije isti."  Zvuk albuma uspoređivan je s Alice in Chainsom i Motörheadom.

## Popis pjesama
Tekstovi i glazba: Mudvayne. 
| 1.    | »Fish Out of Water«  | 3:30 |
| 2.    | »Do What You Do«     | 3:36 |
| 3.    | »A New Game«         | 5:03 |
| 4.    | »Have It Your Way«   | 3:45 |
| 5.    | »A Cinderella Story« | 4:40 |
| 6.    | »The Hate in Me«     | 3:22 |
| 7.    | »Scarlet Letters«    | 3:56 |
| 8.    | »Dull Boy«           | 4:14 |
| 9.    | »Same Ol'«           | 4:49 |
| 10.   | »Never Enough«       | 3:39 |
| 11.   | »We the People«      | 3:07 |
| 43:41 |                      |      |

## Recenzije
Album je dobio mješovite recenzije od kritičara, zaradivši ocjenu 50 od 100 na Metacriticu, s pozitivnim recenzijima koje dolaze od Billboarda, koji je napisao: "Neki od žestokog headbanginga koji je Mudvayneov dio u trgovini još uvijek se može pronaći u "The Hate in Me", "We the People" i "Dull Boy", ali najveći dio ploče otkriva kako grupa igra svoju New Game s nevjerojatnom bujnošću.” Još jedna pozitivna recenzija stigla je od Boston Globea, koji je napisao: "Mudvayne se nekada smatralo šaljivom grupom sa svojim kostimima i šminkom, ali sada su više otvoreni i goli, s znatno autentičnijim rezultatima."
James Christopher Monger iz stranice AllMusic dao je mješovitu recenziju albumu i napisao: "Problem je u Mudvayneovoj vlastitoj sklonosti prema predvidljivim glasnim/tišim/glasnim komadima, zaboravljivim melodijama i pretjeranom oslanjanju na riječi poput 'tuga', 'bijes', zlostavljanje", "bolest", "noćne more" i "batine" sprječava stvari da ikada izađu s asfalta."  Još jedna mješovita recenzija pojavila se u Qu, koja je rekla: "Ovaj četvrti album nalazi da ponavljaju izvrstan trik pojednostavljivanja Toolovih složenih glazbenih jednadžbi. Math metal za lutke, ima li koga?" Rolling Stone također bio je mješovit u svom odgovoru, pišući, "Mudvayne napisao je neke pristojne gitarske hookove (provjerite naslovnu pjesmu), ali njihova mašta je isušena, s većinom pjesama na jednoj formuli: riff, cviliti, vrištati, ponavljati."
Negativne recenzije stigle su od Sputnikmusica, koji napisao je da "The New Game označava Mudvayneov prijelaz iz elitnog metalnog moćnika u njihov neizbježni nestanak u mraku." Los Angeles Times također kritikovao je album, pisati: "Gnjecav grind srednjeg tempa albuma u najboljem slučaju evocira System of a Down lišen ambicije i ekscentričnosti, i mogao bi izazvati suosjećanje s bilo kojim krivcem koji trči po tom gradu bez semafora."

## Zasluge
| Mudvayne - Chad Gray – vokal, produkcija - Greg Tribbett – gitara, produkcija - Ryan Martinie – bas-gitara, produkcija - Matthew McDonough – bubnjevi, produkcija | Ostalo osoblje - Dave Fortman – produkcija, miks - Jeremy Parker – inženjer zvuka - Ted Jensen – mastering |